# Romeo Menti
Romeo Menti est un footballeur international italien né le 5 septembre 1919 à Venise et mort le 4 mai 1949 à Superga. Il évoluait au poste d'attaquant.

## Biographie

### En club
Romeo Menti commence sa carrière sous les couleurs de l'AC Vicence en 1934,.
Il rejoint la Fiorentina lors de la saison 1938-1939 et découvre la première division lors de la saison 1939-1940. Il remporte la Coupe d'Italie la même année,.
En 1941, il est transféré à l'AC Torino. Il est sacré champion d'Italie lors de la saison 1942-43 et réalisé le doublé en remportant la Coupe d'Italie 1942-43,.
En 1944, Menti est prêté à l'AC Milan,.
Toujours en prêt, il représente l'AC Stabia,.
Après un dernier prêt lors de la saison 1944-1945 à la Fiorentina, il revient au Torino,.
Faisant partie de la grande équipe du club surnommé alors le Grande Torino, il remporte quatre titres de Champion d'Italie consécutivement,.
Il meurt lors de la catastrophe aérienne le 4 mai 1949.
Au total, Menti dispute 81 rencontres et inscrit 31 buts en première division italienne.
Deux stades sont nommés en son hommage : à Vicence le Stade Romeo-Menti et à Castellammare di Stabia, le Stade Romeo-Menti (Castellammare).

### En équipe nationale
International italien, il reçoit 7 sélections pour 5 buts marqués en équipe d'Italie,.
Menti dispute son premier match le 22 avril 1947 contre la Suisse en amical. Il inscrit un triplé lors de la victoire 5-2 de son équipe à Florence.
Il joue son dernier match en sélection le 27 avril 1949 contre l'Espagne toujours en amical (victoire 3-1 à Madrid).

## Palmarès
AC Fiorentina
- Coupe d'Italie (1) :
  - Vainqueur : 1939-40.

 AC Torino
- Championnat d'Italie (4) :
  - Champion : 1942-43, 1946-47, 1947-48 et 1948-49.

- Coupe d'Italie (1) :
  - Vainqueur : 1942-43.